# 九十九島 (今治市)
九十九島（つくもじま）は、芸予諸島の島の一つ。愛媛県今治市に属し、大島の東岸、友浦の南東沖合い約400mに位置する、周囲約600mの無人島である。

## 歴史
室町時代には能島城の支城で、奥谷氏が城主であったが天正年間に落城した。

## 交通
定期航路はない。